# Liste der Monuments historiques in Hénon
Die Liste der Monuments historiques in Hénon führt die Monuments historiques in der französischen Gemeinde Hénon auf.

## Liste der Bauwerke
| Bezeichnung         | Beschreibung                              | Standort           | Kennzeichnung | Schutzstatus | Datum | Bild           |
| ------------------- | ----------------------------------------- | ------------------ | ------------- | ------------ | ----- | -------------- |
| Domaine des Granges | Erbaut im 18./19. Jahrhundert             | Les Granges (Lage) | PA00089773    | Inscrit      | 1992  | weitere Bilder |
| Manoir du Colombier | Herrenhaus, erbaut im 16./17. Jahrhundert | (Lage)             | PA00089201    | Inscrit      | 1982  | weitere Bilder |
| Schloss Catuelan    | Erbaut im 18. Jahrhundert                 | (Lage)             | PA00089200    | Inscrit      | 1964  | weitere Bilder |

## Liste der Objekte
- Monuments historiques (Objekte) in Hénon in der Base Palissy des französischen Kultusministeriums